# Антропов, Леонид Иванович
Леонид Иванович Антропов (1911—1979) — русский архитектор.

## Биография
Родился 30 марта (12 апреля) 1911 года. По профессии он был архитектором-реставратором, в первой половине 1960-х—1970-х гг. работал в Научно-методическом совете по охране памятников Министерства культуры СССР, исполнял обязанности архитектора и главного архитектора Реставрационных мастерских при Центральном Совете и Московском отделении ВООПИиК. C февраля 1966 года (по предложению М. И. Царёва) в течение 3,5 лет он занимал должность заместителя директора по научной работе Государственного музея-заповедника А. Н. Островского «Щелыково».
Вместе с П. Д. Барановским Антропов стоял у истоков создания ВООПИиК, принимал участие в составлении его устава, был деятельным членом клуба «Родина».
Антропов был хорошо известен как коллекционер клеймёных кирпичей. Коллекция, которую он начал собирать в конце 1930-х гг., насчитывала свыше 500 кирпичей и плинф. В коллекции были также печные изразцы, бронзовые дверные ручки и др. антики из снесённых московских храмов и старинных дворянских особняков. Свою коллекцию Антропов передал в Музей архитектуры имени А. В. Щусева.
Антропов расчистил стены церкви Большого Вознесения у Никитских ворот от штукатурки на разных уровнях и по клеймам кирпичей подтвердил, что церковь была возведена в XVIII веке, установив, что её центральная часть, пострадавшая во время пожара 1812 года перестраивалась в XIX веке.
По свидетельству В. А. Десятникова, Л. И. Антропов был человеком скромным и тихим, но принципиальным и твёрдым. Его невозможно было склонить к какому-либо компромиссу. Десятников вспоминал: 

Москва ему [Л. И. Антропову] обязана спасением многих архитектурных достопримечательностей. Среди них церковь Симеона Столпника XVII века, что на углу Нового Арбата и Поварской. <…> То, что этот памятник украшает ныне проспект, заслуга вовсе не бывшего главного архитектора Москвы и автора проспекта М. В. Посохина. Сохранил её для Москвы Л. И. Антропов. Когда мощный экскаватор прибыл, чтобы развалить обезображенное перестройками древнее сооружение, Леонид Иванович залез в ковш экскаватора и не дал возможности работать до тех пор, пока Г. В. Алферова и П. Д. Барановский не принесли приказ из Министерства культуры СССР о постановке памятника на государственную охрану
Умер 23 декабря 1979 года. Похоронен на Введенском кладбище (уч. 15).